# بخش دالخانی
بخش دالخانی بخشی از توابع شهرستان رامسر در استان مازندران در شمال ایران است که تأسیس آن در تاریخ ۸ اسفند ۱۳۹۷ به تصویب هیئت وزیران رسید. این بخش شامل دو دهستان است.

## تقسیمات کشوری
بخش دالخانی از دو دهستان تشکیل شده‌است:
- دهستان چهل‌شهید
- دهستان جنت‌رودبار
- شهر دالخانی

## جمعیت
بنابر سرشماری مرکز آمار ایران در سال ۱۳۹۵، جمعیت مجموع دهستان‌های مذکور ۱۰٫۰۱۳ نفر (۳٫۴۷۵خانوار) می‌باشد.